# 게르마니아

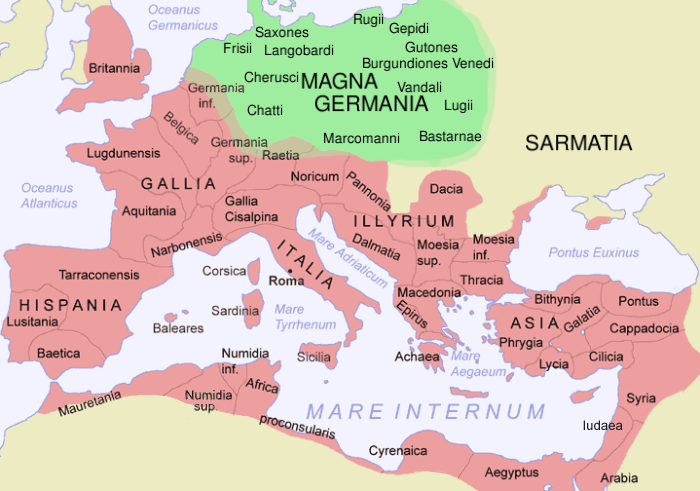
서기 2세기경 로마 제국과 게르마니아를 나타낸 지도.

게르마니아(라틴어: Germania)는 라인강 동쪽 지방을 일컫는 라틴어 지명으로, 로마가 지배하던 라인강 서안 지방이나 사르마티아까지도 포괄하였다. 이 지명은 가이우스 율리우스 카이사르가 갈리아어로 라인강 동쪽 사람을 일컫는 말("이웃"을 뜻하는 것으로 보인다.)을 받아들이면서 사용했다.

## 같이 보기
- 스키티아
- 일리리아
- 트라키아
- 다키아
- 툴레
- 세계수도 게르마니아
- 라인강